# Тонаванда (місто, Нью-Йорк)
Тонаванда (англ. Tonawanda) — місто (англ. city) в США, в окрузі Ері штату Нью-Йорк. Населення — 15 129 осіб (2020).

## Географія
Тонаванда розташована за координатами 43°0′43″ пн. ш. 78°53′0″ зх. д. / 43.01194° пн. ш. 78.88333° зх. д. (43.011935, -78.883443).  За даними Бюро перепису населення США в 2010 році місто мало площу 10,60 км², з яких 9,85 км² — суходіл та 0,75 км² — водойми.

## Демографія
Згідно з переписом 2010 року, у місті мешкало 15 130 осіб у 6749 домогосподарствах у складі 3948 родин. Густота населення становила 1428 осіб/км².  Було 7141 помешкання (674/км²).
Расовий склад населення:
| - 96,6 % — білих - 0,9 % — чорних або афроамериканців - 0,6 % — азіатів - 0,5 % — корінних американців |

До двох чи більше рас належало 1,0 %. Частка іспаномовних становила 2,0 % від усіх жителів.
За віковим діапазоном населення розподілялося таким чином: 19,3 % — особи молодші 18 років, 64,1 % — особи у віці 18—64 років, 16,6 % — особи у віці 65 років та старші. Медіана віку мешканця становила 42,7 року. На 100 осіб жіночої статі у місті припадало 94,5 чоловіків;  на 100 жінок у віці від 18 років та старших — 93,1 чоловіків також старших 18 років.
Середній дохід на одне домашнє господарство  становив 55 512 долари США (медіана — 44 805), а середній дохід на одну сім'ю — 66 868 доларів (медіана — 61 569). Медіана доходів становила 46 263 долари для чоловіків та 37 571 долар для жінок. За межею бідності перебувало 11,5 % осіб, у тому числі 16,4 % дітей у віці до 18 років та 11,1 % осіб у віці 65 років та старших.
Цивільне працевлаштоване населення становило 7339 осіб. Основні галузі зайнятості: освіта, охорона здоров'я та соціальна допомога — 21,8 %, роздрібна торгівля — 16,7 %, виробництво — 11,9 %, мистецтво, розваги та відпочинок — 10,3 %.